# (178294) Wertheimer
(178294) Wertheimer est un astéroïde de la ceinture principale.

## Description
(178294) Wertheimer est un astéroïde de la ceinture principale. Il fut découvert le 11 octobre 1990 à Tautenburg par Freimut Börngen et Lutz Dieter Schmadel. Il présente une orbite caractérisée par un demi-grand axe de 2,48 UA, une excentricité de 0,25 et une inclinaison de 3,2° par rapport à l'écliptique.

## Compléments